# ももいろクリスマス2012 さいたまスーパーアリーナ大会
『ももいろクリスマス2012 さいたまスーパーアリーナ大会』（ももいろクリスマスにせんじゅうに さいたまスーパーアリーナたいかい）は、ももいろクローバーZが2012年12月24日と25日に開催したライブ。
Blu-ray & DVDとして発売されており、DVDはレンタルにも対応している。両タイトル（24日と25日）がオリコンDVD週間チャート1位・2位を独占し、これは10代のアーティストでは男女通じて初めてのことであった。

## 概要
開催前月に、グループ結成以来の悲願であった紅白歌合戦への出場が決定。それを目前に控え壮行会的なムードも客席には漂う中、ステージでは行く手を阻む敵と対決する演出がなされた。
ライブの冒頭では、リーダーの百田夏菜子が紅白出場決定を改めてファンに報告。玉井詩織は「“紅白の向こう側”に行くパワーと勇気を私たちに届けられるかー？ お前らのその声とその熱を力に変えてすっごいコンサートを見せてやるからなー！」と宣言した。
前年、同所で行われたライブは1万人の動員で1日のみの開催であったが、今回は各日1万6千人を動員し2日に渡り行われた。また、紅白歌合戦出場の後日、NHK BSでこのライブの模様が90分に渡り放映された。
前年に引き続き放送席が設けられていたが、今回に関してはDVD & Blu-ray作品の副音声には収録されなかった。
- 実況　矢野武
- 解説　山里亮太、児嶋一哉、渡部陽一（25日のみ）、川上アキラ

## ももいろクリスマス2012 さいたまスーパーアリーナ大会 24日公演

### セットリスト
overture ～ももいろクローバーZ参上！！～ ネバーランド誕生！そして戦いの始まり Day.1（オープニング）
1. 走れ!
2. DNA狂詩曲
3. 猛烈宇宙交響曲・第七楽章「無限の愛」
4. サラバ、愛しき悲しみたちよ
5. LOST CHILD
6. 全力少女
7. Wee-Tee-Wee-Tee
8. きみゆき
9. BIONIC CHERRY　→　ももクロ vs KAWAKAMI軍の死闘（寸劇）
10. ワニとシャンプー
11. Z女戦争
12. 労働讃歌
13. 黒い週末
14. 白い風
15. 僕等のセンチュリー
会場で限定販売されたCDに収録
16. Chai Maxx
17. サンタさん
18. オレンジノート
19. Z伝説 〜終わりなき革命〜
20. 行くぜっ!怪盗少女
21. ピンキージョーンズ
22. 空のカーテン（アンコール）
会場で限定販売されたCD「僕等のセンチュリー」に収録
23. コノウタ（アンコール）
24. 未来へススメ!（アンコール）

特典映像（DVD & Blu-ray）
創れ!ネバーランド 進め!紅白の向こう側 vol.1

## ももいろクリスマス2012 さいたまスーパーアリーナ大会 25日公演
2013年にグループが、オリコン週間ブルーレイ総合ランキングで、史上初の4作同時トップ10入りを達成した際の1作品である。

### セットリスト
overture 〜ももいろクローバーZ参上!!〜 ネバーランド誕生!そして戦いの始まり Day.2（オープニング）
1. サラバ、愛しき悲しみたちよ
2. Wee-Tee-Wee-Tee
3. 黒い週末
4. DNA狂詩曲
5. Z女戦争
6. Believe
7. 僕等のセンチュリー
8. CONTRADICTION
9. D'の純情　→　ももクロ vs NANGOKU PEANUTS軍の死闘（寸劇）
10. ワニとシャンプー
11. PUSH
12. 猛烈宇宙交響曲・第七楽章「無限の愛」
13. 白い風
14. ミライボウル
15. 労働讃歌
16. ピンキージョーンズ
17. サンタさん
18. 空のカーテン
19. Chai Maxx
20. 行くぜっ!怪盗少女　→　悪の総帥 NANGOKU PEANUTS 現る！（寸劇）　→　愛のメモリー / 松崎しげる
21. 走れ!
22. スターダストセレナーデ（アンコール）
23. ツヨクツヨク（アンコール）
24. ももクロのニッポン万歳!（アンコール）

特典映像（DVD & Blu-ray）
創れ!ネバーランド 進め!紅白の向こう側 vol.2

## 限定販売シングル「僕等のセンチュリー」
「僕等のセンチュリー」（ぼくらのセンチュリー）は、この公演の会場などで限定販売されたももいろクローバーZのシングル。CDの販売終了後も音楽配信サイトでダウンロードが可能となっている。
後に、東武動物公園の冬季イベント『ウインターイルミネーション2016-2017』のテーマソングにも選ばれた。

### 収録曲
1. 僕等のセンチュリー [4:48]
作詞・作曲：ROLLY、長谷川智樹 / 編曲：長谷川智樹
歌詞・動画 - 歌ネット
2. 空のカーテン [6:05]
作詞：高橋久美子 / 作曲・編曲：横山克
歌詞・動画 - 歌ネット
2023年には、宗本康兵が編曲を担当しアレンジを一新した「空のカーテン -ZZ ver.-（ダブルゼータ バージョン）」を、2018年以降のメンバー4人体制バージョンとして制作。配信限定アルバム『ZZ’s III』に収録された。
3. ももクロ・特盛り（12月限定） [5:54]
リミックス：小西康陽
4. ももクロ・メガ盛り [5:56]
リミックス：小西康陽
5. 僕等のセンチュリー（off vocal ver.）
6. 空のカーテン（off vocal ver.）

### 参加ミュージシャン
僕等のセンチュリー
- ギター & コーラス：ROLLY
- ギター & プログラミング：長谷川智樹
- ベース：阿部光一郎
- ドラム：佐野康夫
- サクソフォーン：竹上良成
- トランペット：LUIS VALLE
- トロンボーン：川原聖仁

空のカーテン
- ストリングス：真部ストリングス
- ファースト・ヴァイオリン：真部裕
- セカンド・ヴァイオリン：藤堂昌彦
- ヴィオラ：生野正樹
- チェロ：遠藤益民
- ギター：堤博明
- コーラス：ENA☆

ももクロ・特盛り（12月限定） / ももクロ・メガ盛り
- プログラミング：新井俊也